# Santiago Tepalcapa
Santiago Tepalcapa («sobre los tepalcates») es uno de los trece pueblos pertenecientes al municipio de Cuautitlán Izcalli, en Estado de México. Destaca por ser uno de los más antiguos del ayuntamiento.

## Historia
Este poblado posiblemente se edificó en uno de los campos en los que abundaron los restos de las vasijas rotas, como todavía se podían observar en Teotihuacán y Tacubaya en el siglo XX. Se presume que dichas vasijas rotas eran vestigios de la fiesta de la renovación del fuego al concluirse una xiuhmolpia,que era cuando se concluía una atadura de años y comenzaba la otra.
Hacia el siglo XVII, se tiene registro de este pueblo, ya que se incluyó en la jurisdicción parroquial de Tultitlán, cuyo primer guardián fue fray Gerónimo de Escacena; posiblemente se supo que Santiago Tepalcapa alrededor de 1853 contó con 20 alumnos en la escuela que tuvo en ese entonces.

### Tepalcapa en el Cardenismo
Posteriormente este pueblo comenzó a trabajar en los ranchos y haciendas aledañas. En el año de 1926 el dueño de la hacienda de Lechería regaló 236 hectáreas de tierra a los habitantes del pueblo de Tepalcapa, quienes inmediatamente registraron estas tierras ante la Comisión Agraria Mixta.
Durante el siglo XX, la historia del pueblo fue también significativa, ya que en razón a la reforma agraria impulsada por el presidente Lázaro Cárdenas, donde se afectaron las haciendas de Lechería y Tecoloapan, pertenecientes a Tultitlán en ese entonces. Para formar el ejido de Santiago Tepalcapa, con terrenos de Cuamatla y Tecoloapan en su fracción, se formó el ejido Plan de Guadalupe Victoria, zona conocida hoy en día como el Lago de Guadalupe.
En esta población estuvo el rancho «El Olvido», propiedad del general Sánchez Tapia, quien con frecuencia invitaba al general Lázaro Cárdenas, presidente de la república, a convivir en reuniones campestres, motivo que aprovecharon los vecinos para solicitar una escuela primaria, la cual fue concedida y nombrada Amalia Solórzano de Cárdenas en honor a la esposa del presidente de la república, además de que fue uno de los primeros lugares en donde se instaló la energía eléctrica, la cual es ahora la subestación de la CFE que abastece electricidad al municipio.
Fue uno de los primeros pueblos que obtuvo un molino para moler el maíz obsequio del General Lázaro Cárdenas del Río. Santiago Tepalcapa perteneció a Tultitlán hasta el día 24 de junio de 1973, fecha en que se integró a Cuautitlán Izcalli.

## Geografía
El poblado de Tepalcapa está ubicado en el centro del municipio, cerca de Lechería pasando la planta de Unilever. Tiene cercanía al norte con la subestación de Lechería y la FES Cuautitlán Campo 1, al sur con la colonia Luis Echeverría, al este con el municipio de Tultitlán, y al oeste con las colonias Francisco Villa y Fidel Velázquez.